# Parsons, Tennessee
Parsons är en ort i Decatur County i delstaten Tennessee, USA.